# Az FC Internazionale Milano 2021–2022-es szezonja
Ez a szócikk az FC Internazionale Milano 2021–2022-es szezonjáról szól, mely sorozatban a 106., összességében pedig a 114. idénye az olasz első osztályban. Az előző szezon bajnokaként a hazai bajnokság mellett az olasz kupában és a bajnokok ligájában indulhatott. A 2021. augusztus 22-én indult és 2022. május 22-én ért véget.

## Mezek
Gyártó: Nike
mezszponzor:Socios.com
| Hazai | Vendég | Vendég (a Bajnokok Ligájában) | Harmadik |

| Kapus 1 | Kapus 2 | Kapus 3 | Kapus 4 |

## Átigazolások
2021. évi nyári átigazolási időszak, 
 2022. évi téli átigazolási időszak

### Érkezők
| Dátum               | Mezszám | Poszt       | Nemzet  | Név                  | Kor  | Honnan            | Szerződés megnevezése | Átigazolási időszak                 | Szerződés vége | Átigazolás összege |
| Nyár                | Nyár    | Nyár        | Nyár    | Nyár                 | Nyár | Nyár              | Nyár                  | Nyár                                | Nyár           | Nyár               |
| ------------------- | ------- | ----------- | ------- | -------------------- | ---- | ----------------- | --------------------- | ----------------------------------- | -------------- | ------------------ |
| 2021. június 22.    | 20      | középpályás | török   | Hakan Çalhanoğlu     | 27   | AC Milan          | átigazolás            | 2021. évi nyári átigazolási időszak | ingyen         | [ 3 ]              |
| 2021. június 25.    | 21      | kapus       | olasz   | Alex Cordaz          | 38   | Crotone           | átigazolás            | 2021. évi nyári átigazolási időszak | ingyen         | [ 4 ]              |
| 2021. július 1.     | 36      | hátvéd      | olasz   | Matteo Darmian       | 31   | Parma             | átigazolás            | 2021. évi nyári átigazolási időszak | 2.5M €         |                    |
| 2021. július 8.     | –       | középpályás | olasz   | Francesco Nunziatini | 18   | Livorno           | átigazolás            | 2021. évi nyári átigazolási időszak | nem ismert     | [ 5 ]              |
| 2021. július 13.    |         | hátvéd      | belga   | Zinho Vanheusden     | 21   | Standard de Liège | átigazolás            | 2021. évi nyári átigazolási időszak | 16M €          | [ 6 ]              |
| 2021. augusztus 14. | 9       | csatár      | bosnyák | Edin Džeko           | 35   | AS Roma           | átigazolás            | 2021. évi nyári átigazolási időszak | ingyen         | [ 7 ]              |
| 2021. augusztus 14. | 2       | hátvéd      | holland | Denzel Dumfries      | 25   | PSV Eindhoven     | átigazolás            | 2021. évi nyári átigazolási időszak | 12,5 €         | [ 8 ]              |

### Kölcsönbe érkezők
| Dátum               | Mezszám | Poszt       | Nemzet   | Név            | Kor  | Honnan   | Szerződés megnevezése | Átigazolási időszak                 | Szerződés vége    | Átigazolás összege |      |      |      |      |      |      |
| Nyár                | Nyár    | Nyár        | Nyár     | Nyár           | Nyár | Nyár     | Nyár                  | Nyár                                | Nyár              | Nyár               | Nyár | Nyár | Nyár | Nyár | Nyár | Nyár |
| ------------------- | ------- | ----------- | -------- | -------------- | ---- | -------- | --------------------- | ----------------------------------- | ----------------- | ------------------ | ---- | ---- | ---- | ---- | ---- | ---- |
| 2021. augusztus 26. |         | középpályás | argentin | Joaquín Correa | 27   | Lazio    | kölcsönbe             | 2021. évi nyári átigazolási időszak | 5 M €             | [ 9 ]              |      |      |      |      |      |      |
| Tél                 |         |             |          |                |      |          |                       |                                     |                   |                    |      |      |      |      |      |      |
| 2022. január 27.    |         | hátvéd      | német    | Robin Gosens   | 27   | Atalanta | kölcsönbe             | 2022. évi téli átigazolási időszak  | ismeretlen összeg | [ 10 ]             |      |      |      |      |      |      |
| 2022. január 29.    |         | csatár      | Ecuadori | Felipe Caicedo | 33   | Genoa    | kölcsönbe             | 2022. évi téli átigazolási időszak  | ismeretlen összeg | [ 11 ]             |      |      |      |      |      |      |

### Kölcsönből visszatérők
| 2021 július 1. | kapus       | olasz       | Fabrizio Bagheria      | 20 | Renate                   |
| 2021 július 1. | kapus       | brazil      | Gabriel Brazão         | 20 | Real Oviedo              |
| 2021 július 1. | kapus       | olasz       | Michele Di Gregorio    | 23 | Monza                    |
| 2021 július 1. | kapus       | olasz       | Giacomo Pozzer         | 20 | Lucchese                 |
| 2021 július 1. | hátvéd      | olasz       | Niccolò Corrado        | 21 | Palermo                  |
| 2021 július 1. | hátvéd      | brazil      | Dalbert                | 27 | Rennes                   |
| 2021 július 1. | hátvéd      | olasz       | Federico Dimarco       | 23 | Hellas Verona            |
| 2021 július 1. | hátvéd      | guadeloupei | Andreaw Gravillon      | 23 | Lorient                  |
| 2021 július 1. | hátvéd      | olasz       | Lorenzo Pirola         | 19 | Monza                    |
| 2021 július 1. | hátvéd      | görög       | Georgiosz Vagiannidisz | 19 | Sint-Truiden             |
| 2021 július 1. | hátvéd      | olasz       | Davide Zugaro          | 21 | Giana Erminio            |
| 2021 július 1. | középpályás | francia     | Lucien Agoumé          | 19 | Spezia                   |
| 2021 július 1. | középpályás | haiti       | Christopher Attys      | 20 | SPAL                     |
| 2021 július 1. | középpályás | olasz       | Antonio Candreva       | 34 | Sampdoria                |
| 2021 július 1. | középpályás | belga       | Xian Emmers            | 21 | Almere City              |
| 2021 július 1. | középpályás | olasz       | Lorenzo Gavioli        | 21 | Feralpisalò              |
| 2021 július 1. | középpályás | olasz       | Jacopo Gianelli        | 20 | Pro Sesto                |
| 2021 július 1. | középpályás | portugál    | João Mário             | 28 | Sporting CP              |
| 2021 július 1. | középpályás | osztrák     | Valentino Lazaro       | 25 | Borussia Mönchengladbach |
| 2021 július 1. | középpályás | belga       | Radja Nainggolan       | 33 | Cagliari                 |
| 2021 július 1. | középpályás | olasz       | Michael Ntube          | 20 | Pro Sesto                |
| 2021 július 1. | középpályás | olasz       | Marco Pompetti         | 21 | Cavese                   |
| 2021 július 1. | középpályás | hondurasi   | Rigoberto Rivas        | 22 | Reggina                  |
| 2021 július 1. | középpályás | olasz       | Thomas Schirò          | 21 | Carrarese                |
| 2021 július 1. | csatár      | argentin    | Facundo Colidio        | 21 | Sint-Truiden             |
| 2021 július 1. | csatár      | olasz       | Sebastiano Esposito    | 18 | Venezia                  |
| 2021 július 1. | csatár      | svájci      | Darian Males           | 20 | Basel                    |
| 2021 július 1. | csatár      | olasz       | Samuele Mulattieri     | 20 | Volendam                 |
| 2021 július 1. | csatár      | olasz       | Matteo Politano        | 27 | Napoli                   |
| 2021 július 1. | csatár      | olasz       | Eddie Salcedo          | 19 | Hellas Verona            |
| 2021 július 1. | csatár      | olasz       | Edoardo Vergani        | 20 | Bologna                  |

### Kölcsönbe távozók
| Dátum               | Poszt          | Nemzet      | Név                   | Kor  | Hová          | Jegyzet |      |      |      |
| Nyár                | Nyár           | Nyár        | Nyár                  | Nyár | Nyár          | Nyár    | Nyár | Nyár | Nyár |
| ------------------- | -------------- | ----------- | --------------------- | ---- | ------------- | ------- | ---- | ---- | ---- |
| 2021. június 29.    | kapus          | olasz       | Michele Di Gregorio   | 23   | Monza         | [ 12 ]  |      |      |      |
| 2021. június 30.    | középpályás    | olasz       | Lorenzo Gavioli       | 21   | Reggina       | [ 13 ]  |      |      |      |
| 2021. július 09.    | csatár         | svájci      | Darian Males          | 20   | Basel         | [ 14 ]  |      |      |      |
| 2021. július 13.    | csatár         | olasz       | Sebastiano Esposito   | 19   | Basel         | [ 15 ]  |      |      |      |
| 2021. július 14.    | hátvéd         | guadeloupei | Andreaw Gravillon     | 23   | Reims         | [ 16 ]  |      |      |      |
| 2021. július 14.    | hátvéd         | olasz       | Lorenzo Pirola        | 19   | Monza         | [ 17 ]  |      |      |      |
| 2021. július 18.    | hátvéd         | belga       | Zinho Vanheusden      | 21   | Genoa         | [ 18 ]  |      |      |      |
| 2021. július 21.    | hátvéd         | brazil      | Dalbert               | 27   | Cagliari      | [ 19 ]  |      |      |      |
| 2021. július 22.    | hátvéd         | olasz       | Niccolò Corrado       | 21   | Feralpisalò   | [ 20 ]  |      |      |      |
| 2021. július 22.    | középpályás    | argentin    | Franco Vezzoni        | 19   | Pro Patria    | [ 21 ]  |      |      |      |
| 2021. július 22.    | hátvéd         | olasz       | Davide Zugaro         | 21   | Virtus Verona | [ 22 ]  |      |      |      |
| 2021. július 23.    | kapus          | olasz       | Fabrizio Bagheria     | 20   | Pro Sesto     | [ 23 ]  |      |      |      |
| 2021. július 23.    | középpályás    | olasz       | Jacopo Gianelli       | 20   | Pro Sesto     |         |      |      |      |
| 2021. július 23.    | középpályás    | olasz       | Marco Pompetti        | 21   | Pescara       | [ 24 ]  |      |      |      |
| 2021. július 27.    | csatár         | olasz       | Samuele Mulattieri    | 20   | Crotone       | [ 25 ]  |      |      |      |
| 2021. július 29.    | Középpályás    | belga       | Tibo Persyn           | 19   | Club Brugge   | [ 26 ]  |      |      |      |
| 2021. július 31.    | hátvéd         | olasz       | Christian Dimarco     | 19   | Fiorenzuola   | [ 27 ]  |      |      |      |
| 2021. augusztus 4.  | kapus          | szerb       | Filip Stanković       | 19   | Volendam      | [ 28 ]  |      |      |      |
| 2021. augusztus 10. | csatár         | olasz       | Gaetano Oristanio     | 18   | Volendam      | [ 29 ]  |      |      |      |
| 2021. augusztus 10. | középpályás    | olasz       | Riccardo Boscolo Chio | 19   | Imolese       | [ 30 ]  |      |      |      |
| 2021. augusztus 18. | hátvéd         | olasz       | Edoardo Sottini       | 19   | Pistoiese     | [ 31 ]  |      |      |      |
| 2021. augusztus 18. | hátvéd         | olasz       | Lorenzo Moretti       | 19   | Pistoiese     | [ 31 ]  |      |      |      |
| 2021. augusztus 19. | középpályás    | svéd        | Elvis Lindkvist       | 19   | Torino        | [ 32 ]  |      |      |      |
| 2021. augusztus 24. | középpályás    | olasz       | Niccolò Squizzato     | 19   | Juve Stabia   | [ 33 ]  |      |      |      |
| 2021. augusztus 25. | csatár         | olasz       | Andrea Pinamonti      | 22   | Empoli        | [ 34 ]  |      |      |      |
| 2021. augusztus 31. | középpályás    | olasz       | David Wieser          | 19   | Bologna       | [ 35 ]  |      |      |      |
| 2021. augusztus 31. | középpályás    | osztrák     | Valentino Lazaro      | 25   | Benfica       | [ 36 ]  |      |      |      |
| 2021. augusztus 31. | középpályás    | francia     | Lucien Agoumé         | 19   | Brest         | [ 37 ]  |      |      |      |
| 2021. augusztus 31. | csatár         | olasz       | Matías Fonseca        | 20   | Pergolettese  | [ 38 ]  |      |      |      |
| 2021. augusztus 31. | csatár         | olasz       | Eddie Salcedo         | 19   | Spezia        |         |      |      |      |
| Tél                 |                |             |                       |      |               |         |      |      |      |
| 2022. január 4.     | csatár         | argentin    | Facundo Colidio       | 22   | Tigre         | [ 39 ]  |      |      |      |
| 2022. január 17.    | csatár         | uruguayi    | Martín Satriano       | 20   | Brest         | [ 40 ]  |      |      |      |
| 2022. január 28.    | középpályás    | olasz       | Stefano Sensi         | 26   | Sampdoria     | [ 41 ]  |      |      |      |
| 2022. január 17.    | csatár         | uruguayi    | Martín Satriano       | 20   | Brest         | [ 40 ]  |      |      |      |
| 2022. március 3.    | Labdarúgókapus | brazil      | Gabriel Brazão        | 26   | Cruzeiro      | [ 42 ]  |      |      |      |

### Kölcsönből vissza
| 2021 június 30. | hátvéd | olasz | Matteo Darmian | 31 | Parma |

### Távozók
| Mezszám | Dátum               | Poszt       | Nemzet    | Név               | Kor  | Hová                       | Ár                        | forrás               |      |
| Nyár    | Nyár                | Nyár        | Nyár      | Nyár              | Nyár | Nyár                       | Nyár                      | Nyár                 | Nyár |
| ------- | ------------------- | ----------- | --------- | ----------------- | ---- | -------------------------- | ------------------------- | -------------------- | ---- |
| 27      | 2021. május 28.     | kapus       | olasz     | Daniele Padelli   | 35   | Udinese                    | ingyen                    | [ 43 ]               |      |
| 15      | 2021. június 17.    | hátvéd      | angol     | Ashley Young      | 35   | Aston Villa                | ingyen                    | [ 44 ] [ 45 ]        |      |
| –       | 2021. június 30.    | középpályás | hondurasi | Rigoberto Rivas   | 22   | Reggina                    | nem hozták nyilvánosságra | [ 13 ]               |      |
| 87      | 2021. július 1.     | középpályás | olasz     | Antonio Candreva  | 34   | Sampdoria                  | 2.5 M €                   | [ 46 ]               |      |
|         | 2021. július 1.     | csatár      | olasz     | Matteo Politano   | 27   | Napol                      | 19 M €                    | [ 47 ]               |      |
| 2       | 2021. július 6.     | középpályás | marokkói  | Achraf Hakimi     | 22   | Paris Saint-Germain        | 60 M € + bónuszok         | [ 48 ] [ 49 ]        |      |
| –       | 2021. július 12.    | középpályás | portugál  | João Mário        | 28   | Benfica                    | ingyen                    | [ 50 ]               |      |
| –       | 2021. július 14.    | csatár      | olasz     | Nicholas Bonfanti | 19   | Modena                     | nem hozták nyilvánosságra | [ 51 ]               |      |
| –       | 2021. július 28.    | csatár      | olasz     | Rosario Cancello  | 19   | Pergolettese               | nem hozták nyilvánosságra | [ 52 ]               |      |
| 44      | 2021. augusztus 10. | középpályás | belga     | Radja Nainggolan  | 33   | N/A                        | szerződést bontottak      | [ 53 ]               |      |
| –       | 2021. augusztus 11. | középpályás | belga     | Xian Emmers       | 22   | Roda                       | ingyen                    | [ 54 ]               |      |
| 9       | 2021. augusztus 12. | csatár      | belga     | Romelu Lukaku     | 28   | Chelsea                    | 115 M €                   | [ 55 ] [ 56 ] [ 57 ] |      |
| –       | 2021. augusztus 20. | középpályás | olasz     | Thomas Schirò     | 21   | Crotone                    | Nem hozták nyilvánosságra | [ 58 ]               |      |
| –       | 2021. augusztus 20. | kapus       | olasz     | Giacomo Pozzer    | 20   | Juve Stabia                | Nem hozták nyilvánosságra | [ 59 ]               |      |
| –       | 2021. augusztus 24. | hátvéd      | olasz     | Michael Ntube     | 20   | AlbinoLeffe                | Nem hozták nyilvánosságra | [ 60 ]               |      |
| –       | 2021. augusztus 30. | középpályás | olasz     | Stefano Cester    | 19   | Vicenza                    | Nem hozták nyilvánosságra | [ 61 ]               |      |
| –       | 2021. augusztus 31. | csatár      | olasz     | Edoardo Vergani   | 20   | Salernitana                | Nem hozták nyilvánosságra | [ 62 ]               |      |
| Tél     |                     |             |           |                   |      |                            |                           |                      |      |
| 24      | 2022. január 31.    | középpályás | dán       | Christian Eriksen | 29   | szabadúszó, majd Brentford | ingyen                    | [ 63 ]               |      |

## Játékoskeret
2022. május 30-án lett legutóbb frissítve.
| #                                          | Név                 | Nemzet   | Poszt       | Születési idő (Kor)           | Átigazolás ideje     | Átigazolás vége    | Honnan                            | Pályára lépések | Gólok   | Átigazolás összege (€): | Értéke (€):   | Jegyzet                                                                      |
| Kapusok                                    | Kapusok             | Kapusok  | Kapusok     | Kapusok                       | Kapusok              | Kapusok            | Kapusok                           | Kapusok         | Kapusok | Kapusok                 | Kapusok       | Kapusok                                                                      |
| ------------------------------------------ | ------------------- | -------- | ----------- | ----------------------------- | -------------------- | ------------------ | --------------------------------- | --------------- | ------- | ----------------------- | ------------- | ---------------------------------------------------------------------------- |
| 1                                          | Samir Handanović    | szlovén  | kapus       | 1984. július 14. (40 éves)    | 2012. július 9.      | 2022. június 30.   | Udinese                           | 439             | 0       | 15 Millió €             | 2.5 Millió €  | (csapatkapitány)                                                             |
| 21                                         | Alex Cordaz         | olasz    | kapus       | 1983. január 1. (42 éves)     | 2021. július 1.      | 2022. június 30.   | Crotone                           | 0               | 0       | ingyen                  | 0.4 Millió €  |                                                                              |
| 97                                         | Andrei Radu         | román    | kapus       | 1997. május 28. (27 éves)     | 2019. július 12.     | 2024. június 30.   | Genoa                             | 5               | 0       | 10.6 Millió €           | 4 Millió €    |                                                                              |
| Védők                                      |                     |          |             |                               |                      |                    |                                   |                 |         |                         |               |                                                                              |
| 6                                          | Stefan de Vrij      | holland  | védő        | 1992. február 5. (33 éves)    | 2018. július 1.      | 2023. június 30.   | Lazio                             | 165             | 8       | ingyen                  | 35 Millió €   |                                                                              |
| 11                                         | Aleksandar Kolarov  | szerb    | védő        | 1985. november 10. (39 éves)  | 2020. szeptember 8.  | 2022. június 30.   | Roma                              | 15              | 0       | 1.5 Millió €            | 1 Millió €    |                                                                              |
| 13                                         | Andrea Ranocchia    | olasz    | védő        | 1988. február 16. (37 éves)   | 2011. január 1.      | 2022. június 30.   | Genoa                             | 226             | 14      | 13 Millió €             | 1 Millió €    | Csapatkapitány-helyettes                                                     |
| 18                                         | Robin Gosens        | német    | védő        | 1994. július 5. (30 éves)     | 2022. január 27.     | 2023. június 30.   | Atalanta                          | 9               | 1       | kölcsönbe               | 35 Millió €   | kölcsönben az Atalantától                                                    |
| 32                                         | Federico Dimarco    | olasz    | védő        | 1997. november 10. (27 éves)  | 2018. július 5.      | 2026. június 30.   | Sion                              | 46              | 2       | 5 Millió €              | 16 Millió €   |                                                                              |
| 33                                         | Danilo D'Ambrosio   | olasz    | védő        | 1988. szeptember 9. (36 éves) | 2014. január 30.     | 2022. június 30.   | Torino                            | 260             | 21      | 3.79 Millió €           | 3.50 Millió € |                                                                              |
| 36                                         | Matteo Darmian      | olasz    | védő        | 1989. december 2. (35 éves)   | 2021. július 1.      | 2023. június 30.   | Parma                             | 69              | 6       | 2.5 Millió €            | 7 Millió €    |                                                                              |
| 37                                         | Milan Škriniar      | szlovák  | védő        | 1995. február 11. (30 éves)   | 2017. július 7.      | 2023. június 30.   | Sampdoria                         | 215             | 11      | 34 Millió €             | 65 Millió €   |                                                                              |
| 95                                         | Alessandro Bastoni  | olasz    | védő        | 1999. április 13. (25 éves)   | 2017. augusztus 30.  | 2024. június 30.   | Atalanta                          | 118             | 4       | 31.1 Millió €           | 60 Millió €   |                                                                              |
| Középpályások                              |                     |          |             |                               |                      |                    |                                   |                 |         |                         |               |                                                                              |
| 2                                          | Denzel Dumfries     | holland  | középpályás | 1996. április 18. (28 éves)   | 2021. augusztus 14.  | 2025. június 30.   | PSV Eindhoven                     | 45              | 5       | 12.5 Millió €           | 20 Millió €   | az inter.it honlap, játékos keretnél középpályásnak írja azért szerepel itt. |
| 5                                          | Roberto Gagliardini | olasz    | középpályás | 1994. április 8. (30 éves)    | 2017. augusztus 1.   | 2023. június 30.   | Atalanta                          | 161             | 16      | 20.5 Millió €           | 10 Millió €   |                                                                              |
| 8                                          | Matías Vecino       | uruguayi | középpályás | 1991. augusztus 24. (33 éves) | 2017. augusztus 2.   | 2022. június 30.   | Fiorentina                        | 127             | 13      | 24 Millió €             | 5 Millió €    |                                                                              |
| 14                                         | Ivan Perišić        | horvát   | középpályás | 1989. február 2. (36 éves)    | 2015. augusztus 30.  | 2022. június 30.   | Wolfsburg                         | 254             | 55      | 19 Millió €             | 10 Millió €   |                                                                              |
| 20                                         | Hakan Çalhanoğlu    | chilei   | középpályás | 1994. február 8. (31 éves)    | 2021. július 1.      | 2024. június 30.   | AC Milan                          | 46              | 8       | ingyen                  | 35 Millió €   |                                                                              |
| 22                                         | Arturo Vidal        | chilei   | középpályás | 1987. május 22. (37 éves)     | 2020. szeptember 22. | 2023. június 30.   | Barcelona                         | 71              | 4       | ingyen                  | 2.5 Millió €  |                                                                              |
| 23                                         | Nicolò Barella      | olasz    | középpályás | 1997. február 7. (28 éves)    | 2020. szeptember 1.  | 2026. június 30.   | Cagliari                          | 135             | 11      | 32.5 Millió €           | 70 Millió €   |                                                                              |
| 77                                         | Marcelo Brozović    | horvát   | középpályás | 1992. november 16. (32 éves)  | 2016. július 1.      | 2026. június 30.   | Dinamo Zagreb                     | 290             | 27      | 5 Millió €              | 40 Millió €   |                                                                              |
| Csatárok                                   |                     |          |             |                               |                      |                    |                                   |                 |         |                         |               |                                                                              |
| 7                                          | Alexis Sánchez      | chilei   | csatár      | 1988. december 19. (36 éves)  | 2020. szeptember 1.  | 2023. június 30.   | Manchester United                 | 109             | 20      | ingyen                  | 3.5 Millió €  |                                                                              |
| 9                                          | Edin Džeko          | bosnyák  | csatár      | 1986. március 17. (39 éves)   | 2021. augusztus 14.  | 2023. június 30.   | AS Roma                           | 49              | 17      | ingyen                  | 4 Millió €    |                                                                              |
| 10                                         | Lautaro Martínez    | argentin | csatár      | 1997. augusztus 22. (27 éves) | 2018. június 4.      | 2026. június 30.   | Racing                            | 180             | 74      | 25 Millió €             | 70 Millió €   |                                                                              |
| 19                                         | Joaquín Correa      | argentin | csatár      | 1994. augusztus 13. (30 éves) | 2021. augusztus 26.  | 2022. június 30.   | Lazio                             | 36              | 6       | 5 Millió €              | 26 Millió €   | kölcsönben a Laziótól                                                        |
| 88                                         | Felipe Caicedo      | ecuadori | csatár      | 1988. szeptember 5. (36 éves) | 2022. január 1.      | 2022. június 30.   | Genoa                             | 3               | 0       | kölcsönbe, ingyen       | 2.50 Millió € | kölcsönben a Genoától                                                        |
| Játékosok akik a szezon során igazoltak el |                     |          |             |                               |                      |                    |                                   |                 |         |                         |               |                                                                              |
| 48                                         | Martín Satriano     | uruguayi | csatár      | 2001. február 20. (24 éves)   | 2021. július 1.      | 2024. június 30.   | utánpótlás rendszerből került fel | 4               | 0       | -                       | 2.5 Millió €  |                                                                              |
| -                                          | Facundo Colidio     | argentin | csatár      | 2000. január 4. (25 éves)     | 2019. július 1.      | 2023. június 30.   | utánpótlás rendszerből került fel | 0               | 0       | -                       | 0.8 Millió €  |                                                                              |
| 24                                         | Christian Eriksen   | dán      | középpályás | 1992. február 14. (33 éves)   | 2020. január 28.     | 2021. december 17. | Tottenham Hotspur FC              | 60              | 8       | 27 Millió €             | 15 Millió €   |                                                                              |
| -                                          | Gabriel Brazão      | brazil   | kapus       | 2000. október 5. (24 éves)    | 2019. június 28.     | 2022. március 3.   | Cruzeiro                          | 0               | 0       | 6 Millió €              | 0.6 Millió €  |                                                                              |

## Szakmai stáb
2021. június 03-án lett frissítve.
| Beosztás                     | Név                |
| ---------------------------- | ------------------ |
| Vezetőedző                   | Simone Inzaghi     |
| Segédedző                    | Cristian Stellini  |
| Kapusedző                    | Adriano Bonaiuti   |
| Erőnléti edző                | Costantino Coratti |
| Erőnléti edző                | Antonio Pintus     |
| Erőnléti edző                | Julio Tous         |
| Orvosi személyzet vezetője   | Piero Volpi        |
| Csapat orvos                 | Alessandro Corsini |
| Csapat orvos                 | Luca Pulici        |
| Csapat orvos                 | Alessandro Quaglia |
| Gyógytornász koordinátor     | Marco Dellacasa    |
| Gyógytornász                 | Leonardo Arici     |
| Gyógytornász                 | Ramon Cavallin     |
| Gyógytornász                 | Dario Fort         |
| Gyógytornász                 | Andrea Galli       |
| Gyógytornász/Csontkovács     | Andrea Veschi      |
| Funkcionális rehabilitáló    | Andrea Belli       |
| Fő táplálkozási tanácsadó    | Matteo Pincella    |
| Labdarúgást elemző menedzser | Michele Salzarulo  |
| Fitness adatok elemző        | Giuseppe Bellistri |
| Technikai-taktikai elemző    | Alessandro Davite  |
| Technikai-taktikai elemző    | Giacomo Toninato   |

## Tabella
| Hely. | Csapat           | M  | Gy | D  | V  | G+ | G– | Gk  | P  | Továbbjutás vagy kiesés     |
| ----- | ---------------- | -- | -- | -- | -- | -- | -- | --- | -- | --------------------------- |
| 1.    | Milan (B)        | 38 | 26 | 8  | 4  | 69 | 31 | +38 | 86 | Bajnokok Ligája, csoportkör |
| 2.    | InternazionaleCV | 38 | 25 | 9  | 4  | 84 | 32 | +52 | 84 | Bajnokok Ligája, csoportkör |
| 3.    | Napoli           | 38 | 24 | 7  | 7  | 74 | 31 | +43 | 79 | Bajnokok Ligája, csoportkör |
| 4.    | Juventus         | 38 | 20 | 10 | 8  | 57 | 37 | +20 | 70 | Bajnokok Ligája, csoportkör |
| 5.    | Lazio            | 38 | 18 | 10 | 10 | 77 | 58 | +19 | 64 | Európa-liga, csoportkör     |

## Barátságos, felkészülési mérkőzések
| 2021. július 14. |

| Internazionale                                                                          | 16 – 0 | Sarnico |
| --------------------------------------------------------------------------------------- | ------ | ------- |
| Satriano , , Pinamonti , , Mulattieri , Dimarco Ranocchia D’Ambrosio Nunziatini Colidio |        |         |

| Angelo Moratti Sports Centre, Appiano Gentile |

| 2021. július 17. 20:30, Regionális kupa |

| Lugano                          | 2 – 2               | Internazionale                                  |
| ------------------------------- | ------------------- | ----------------------------------------------- |
| Lovrić 30' Facchinetti 35'      | (2 – 1) Jegyzőkönyv | 38'D’Ambrosio 54' Satriano                      |
| Büntetőpárbaj                   |                     |                                                 |
| Marić Ba Lovrić Guidotti Čovilo | 3–4                 | Dimarco Pinamonti Colidio Gagliardini Ranocchia |

| Cornaredo stadion, Lugano, Svájc Nézőszám: 0 Játékvezető: Luca Piccolo (svájci) |

| 2021. július 21. 15:30, edzőmeccs |

| Internazionale                   | 4 – 0 | Pro Vercelli |
| -------------------------------- | ----- | ------------ |
| Brozović Çalhanoğlu Mulattieri , | (–)   |              |

| Angelo Moratti Sports Centre, Appiano Gentile, Olaszország |

| 2021. július 25. |

| Internazionale                                          | 8 – 0 | Pergolettese |
| ------------------------------------------------------- | ----- | ------------ |
| Satriano , Darmian , Pinamonti , Gagliardini Nunziatini | (–)   |              |

|  |

| 2021. július 26. - megjegyzés:A mérkőzést törölték. |

| Arsenal | –   | Internazionale |
| ------- | --- | -------------- |
|         | (–) |                |

| Camping World Stadion, Orlando, Egyesült Államok |

| 2021. július 28. 18:00 |

| Internazionale                                                               | 6 – 0           | Crotone |
| ---------------------------------------------------------------------------- | --------------- | ------- |
| Satriano 10' Dimarco 22' Çalhanoğlu 27' Pinamonti 56' Sensi 58' Brozović 65' | (–) Jegyzőkönyv |         |

| Angelo Moratti Sports Centre, Appiano Gentile |

| 2021. augusztus 08. 19:00 |

| Parma | 0 – 2               | Internazionale          |
| ----- | ------------------- | ----------------------- |
|       | (0 – 0) Jegyzőkönyv | 59' Brozović 69' Vecino |

| Ennio Tardini Stadion, Parma Játékvezető: Gianluca Aureliano (olasz) |

| 2021. augusztus 14. 18:30 |

| Internazionale                  | 3 – 0               | Dinamo Kijiv |
| ------------------------------- | ------------------- | ------------ |
| Barella 13' Džeko 34' Sensi 60' | (2 – 0) Jegyzőkönyv |              |

| U-Power Stadion, Monza Játékvezető: Marco Piccinini (olasz) |

## Serie A

### Augusztus
| 2021. augusztus 21. 18:30 |

| Internazionale                                            | 4 – 0               | Genoa                   |
| --------------------------------------------------------- | ------------------- | ----------------------- |
| Škriniar 6' Çalhanoğlu 14' Vidal 74' Vecino 78' Džeko 87' | (2 – 0) Jegyzőkönyv | 1' Criscito 66' Sturaro |

| Nézőszám: 27 402 Játékvezető: Valerio Marini (olasz) |

| 2021. augusztus 27. 20:45 |

| Hellas Verona                   | 1 – 3               | Internazionale                      |
| ------------------------------- | ------------------- | ----------------------------------- |
| Ilić 15' Magnani 28' Tameze 88' | (1 – 0) Jegyzőkönyv | 47', 57' Martínez 83', 90+4' Correa |

| Marcantonio Bentegodi Stadion, Verona Nézőszám: 11 214 Játékvezető: Gianluca Manganiello (olasz) |

### Szeptember
| 2021. szeptember 12. 12:30 |

| Sampdoria                                                               | 2 – 2               | Internazionale                                                         |
| ----------------------------------------------------------------------- | ------------------- | ---------------------------------------------------------------------- |
| Josida 33' Thorsby 35' Augello 47' Bereszyński 67' Colley 82' Silva 88' | (1 – 2) Jegyzőkönyv | 18' Dimarco 22' Brozović 44' Martínez 89' Džeko 90' Correa 90+3' Vidal |

| Luigi Ferraris Stadion, Genova Nézőszám: 7 441 Játékvezető: Daniele Orsato (olasz) |

| 2021. szeptember 18. 18:00 |

| Internazionale                                                 | 6 – 1               | Bologna                                          |
| -------------------------------------------------------------- | ------------------- | ------------------------------------------------ |
| Martínez 6' Škriniar 30' Barella 34' Vecino 54' Džeko 63', 68' | (3 – 0) Jegyzőkönyv | 23' De Silvestri 36' Hickey 86' Dijks 86' Theate |

| Giuseppe Meazza Stadion, Milánó Nézőszám: 35 278 Játékvezető: Giovanni Ayroldi (olasz) |

| 2021. szeptember 21. 20:45 |

| Fiorentina                   | 1 – 3               | Internazionale                                                       |
| ---------------------------- | ------------------- | -------------------------------------------------------------------- |
| Sottil 23' González 78', 78′ | (1 – 0) Jegyzőkönyv | 18' Škriniar 52', 63' Darmian 55' Çalhanoğlu 83' Perišić 87' Perišić |

| Artemio Franchi Stadion, Firenze Nézőszám: 15 927 Játékvezető: Michael Fabbri (olasz) |

| 2021. szeptember 25. 18:00 |

| Internazionale                                                       | 2 – 2               | Atalanta                                                                  |
| -------------------------------------------------------------------- | ------------------- | ------------------------------------------------------------------------- |
| Martínez 5' Bastoni 12' Çalhanoğlu 43' Barella 70' Džeko 71' Dimarco | (1 – 2) Jegyzőkönyv | 4', 30' Malinovskyi 19' Palomino 22' Zapata 38', 90' Tolói 64' Zappacosta |

| Giuseppe Meazza Stadion, Milánó Nézőszám: 36 517 Játékvezető: Fabio Maresca (olasz) |

### Október
| 2021. október 2. 20:45 |

| Sassuolo                                                               | 1 – 2               | Internazionale                                            |
| ---------------------------------------------------------------------- | ------------------- | --------------------------------------------------------- |
| Berardi 22' (11-esből) Müldür 64' Lopez 70' Consigli 76' Raspadori 80' | (1 – 0) Jegyzőkönyv | 58' Džeko 67' Perišić 70' Barella 78' (11-esből) Martínez |

| Mapei Stadion – Città del Tricolore, Sassuolo, Emilia-Romagna Nézőszám: 10 400 Játékvezető: Luca Pairetto (olasz) |

| 2021. október 16. 18:00 |

| Lazio                                                                           | 3 – 1           | Internazionale                                                                                        |
| ------------------------------------------------------------------------------- | --------------- | --- |
| Bašić 27' Immobile 64' (11-esből) Anderson 81', 83' Milinković-Savić 83', 90+1' | (–) Jegyzőkönyv | 12' (11-esből) Perišić 36' Gagliardini 63' Bastoni 83' Martínez 83' Dumfries 87' Correa 90+1' Darmian |

| Olimpiai Stadion, Róma Nézőszám: 42 000 Játékvezető: Massimiliano Irrati (olasz) |

| 2021. október 24. 20:45 |

| Internazionale                    | 1 – 1               | Juventus                                              |
| --------------------------------- | ------------------- | ----------------------------------------------------- |
| Džeko 17' Barella 40' Perišić 70' | (1 – 0) Jegyzőkönyv | 44' Alex Sandro 89' (11-esből) Dybala 90+5' Chiellini |

| Giuseppe Meazza Stadion, Milánó Nézőszám: 56 532 Játékvezető: Maurizio Mariani (olasz) |

| 2021. október 27. 20:45 |

| Empoli | 0 – 2               | Internazionale                                      |
| ------ | ------------------- | --------------------------------------------------- |
|        | (0 – 1) Jegyzőkönyv | 24' De Vrij 34' D’Ambrosio 59' Brozović 67' Dimarco |

| Carlo Castellani Stadion, Empoli Nézőszám: 9 335 Játékvezető: Daniele Chiffi (olasz) |

| 2021. október 31. 12:30 |

| Internazionale  | 2 – 0               | Udinese              |
| --------------- | ------------------- | -------------------- |
| Correa 60', 68' | (0 – 0) Jegyzőkönyv | 38' Beto 51' Pereyra |

| Giuseppe Meazza Stadion, Milánó Nézőszám: 48 076 Játékvezető: Juan Luca Sacchi (olasz) |

### November
| 2021. november 7. 20:45 |

| AC Milan                    | 1 – 1       | Internazionale                        |
| --------------------------- | ----------- | ------------------------------------- |
| De Vrij 17' Ballo-Touré 26' | Jegyzőkönyv | 11' (11-esből) Çalhanoğlu 27 Martínez |

| San Siro, Milánó Nézőszám: 56 608 Játékvezető: Daniele Doveri (olasz) |

| 2021. november 21. 18:00 |

| Internazionale                                                                  | 3 – 2               | Napoli                                                           |
| ------------------------------------------------------------------------------- | ------------------- | ---------------------------------------------------------------- |
| Çalhanoğlu 25' (11-esből), 41' Perišić 44' Vidal 72' Handanović 84' Džeko 90+3' | (2 – 1) Jegyzőkönyv | 10' Osimhen 17' Zieliński 24' Koulibaly 35' Rrahmani 79' Mertens |

| Giuseppe Meazza Stadion, Milánó Nézőszám: 56 649 Játékvezető: Paolo Valeri (olasz) |

| 2021. november 27. 20:45 |

| Venezia              | 0 – 2               | Internazionale                           |
| -------------------- | ------------------- | ---------------------------------------- |
| Aramu 54' Haps 90+6' | (0 – 1) Jegyzőkönyv | 34' Çalhanoğlu 90+6' (11-esből) Martínez |

| Pier Luigi Penzo Stadion, Velence Nézőszám: 8 303 Játékvezető: Livio Marinelli (olasz) |

### December
| 2021. december 1. 18:30 |

| Internazionale                               | 2 – 0               | Spezia               |
| -------------------------------------------- | ------------------- | -------------------- |
| Gagliardini 36' Martínez 44', 58' (11-esből) | (1 – 0) Jegyzőkönyv | 31' Manaj 57' Kiwior |

| Giuseppe Meazza Stadion, Milánó Nézőszám: 30 076 Játékvezető: Davide Ghersini (olasz) |

| 2021. december 4. 18:00 |

| AS Roma                            | 0 – 3       | Internazionale                                    |
| ---------------------------------- | ----------- | ------------------------------------------------- |
| Ibañez 37' Mancini 63' Zaniolo 75' | Jegyzőkönyv | 15' Çalhanoğlu 24' Džeko 39' Barella 47' Dumfries |

| Olimpiai Stadion, Róma Nézőszám: 51 185 Játékvezető: Marco Di Bello (olasz) |

| 2021. december 12. 20:45 |

| Internazionale                                      | 4 – 0               | Cagliari              |
| --------------------------------------------------- | ------------------- | --------------------- |
| Martínez 29', 68', 33', Sánchez 50', Çalhanoğlu 66' | (1 – 0) Jegyzőkönyv | 43' Cragno 76' Deiola |

| Giuseppe Meazza Stadion, Milánó Nézőszám: 33 712 Játékvezető: Matteo Marchetti (olasz) |

| 2021. december 17. 20:45 |

| Salernitana | 0 – 5           | Internazionale                                                                               |
| ----------- | --------------- | -------------------------------------------------------------------------------------------- |
| Gyömbér 53' | (–) Jegyzőkönyv | 11' Perišić 16' Barella 33' Dumfries 52' Sánchez 76' Çalhanoğlu 77' Martínez 87' Gagliardini |

| Stadio Arechi, Salerno Nézőszám: 17 887 Játékvezető: Maurizio Mariani (olasz) |

| 2021. december 22. 18:30 |

| Internazionale              | 1 – 0       | Torino |
| --------------------------- | ----------- | ------ |
| Dumfries 30' Çalhanoğlu 65' | Jegyzőkönyv |        |

| Giuseppe Meazza Stadion, Milánó Nézőszám: 41 413 Játékvezető: Marco Guida (olasz) |

### Január
| 2022. január 6. megjegyzés:elhalasztották a mérkőzést, mert megnövekedett a koronavírussal fertőzöttek száma. |

| Bologna | –               | Internazionale |
| ------- | --------------- | -------------- |
|         | (–) Jegyzőkönyv |                |

| Renato Dall’Ara Stadion, Bologna |

| 2022. január 9. 20:45 |

| Internazionale                     | 2 – 1           | Lazio                                                        |
| ---------------------------------- | --------------- | ------------------------------------------------------------ |
| Bastoni 30' Škriniar 67' Vidal 90' | (–) Jegyzőkönyv | 35' Immobile 40' Luiz Felipe 54' Bašić 71' Radu 71' Zaccagni |

| Giuseppe Meazza Stadion, Milánó Nézőszám: 29 471 Játékvezető: Luca Pairetto (olasz) |

| 2022. január 16. 20:45 |

| Atalanta                 | 0 – 0       | Internazionale              |
| ------------------------ | ----------- | --------------------------- |
| De Roon 37' Palomino 85' | Jegyzőkönyv | 42' Brozović 62' Çalhanoğlu |

| Atleti Azzurri d’Italia Stadion, Bergamo Nézőszám: 5 000 Játékvezető: Davide Massa (olasz) |

| 2022. január 22. 18:00 |

| Internazionale                                     | 2 – 1               | Venezia                                                     |
| -------------------------------------------------- | ------------------- | ----------------------------------------------------------- |
| Barella 25', 40' Bastoni 27' De Vrij 80' Džeko 90' | (1 – 1) Jegyzőkönyv | 19' Henry 40' Lezzerini 45+2' Modolo 68' Kiyine 79' Caldara |

| Giuseppe Meazza Stadion, Milánó Nézőszám: 5 000 Játékvezető: Matteo Marchetti (olasz) |

### Február
| 2022. február 5. 18:00 |

| Internazionale                          | 1 – 2               | AC Milan                                                                           |
| --------------------------------------- | ------------------- | ---------------------------------------------------------------------------------- |
| Perišić 38' Çalhanoğlu 60' Škriniar 84' | (1 – 0) Jegyzőkönyv | 21' Romagnoli 72' Brahim 75', 78' Giroud 76' Bennacer 90+2' Krunić 90+6′ Hernández |

| Giuseppe Meazza Stadion, Milánó Nézőszám: 37 918 Játékvezető: Marco Guida (olasz) |

| 2022. február 12. 18:00 |

| Napoli                     | 1 – 1               | Internazionale         |
| -------------------------- | ------------------- | ---------------------- |
| Insigne 7' (11-esből), 38' | (1 – 0) Jegyzőkönyv | 47' Džeko 60' Brozović |

| Diego Armando Maradona Stadion, Nápoly Nézőszám: 27 000 Játékvezető: Daniele Doveri (olasz) |

| 2022. február 20. 18:00 |

| Internazionale | 0 – 2       | Sassuolo                                  |
| -------------- | ----------- | ----------------------------------------- |
| D’Ambrosio 86' | Jegyzőkönyv | 8', 49' Raspadori 26' Scamacca 59' Müldür |

| Giuseppe Meazza Stadion, Milánó Nézőszám: 38 324 Játékvezető: Francis Fourneau (olasz) |

| 2022. február 25. 21:00 |

| Genoa                      | 0 – 0       | Internazionale |
| -------------------------- | ----------- | -------------- |
| Portanova 72' Østigård 74' | Jegyzőkönyv | 54' Perišić    |

| Luigi Ferraris Stadion, Genova Nézőszám: 14 314 Játékvezető: Daniele Chiffi (olasz) |

### Március
| 2022. március 4. 20:45 |

| Internazionale                                               | 5 – 0               | Salernitana |
| ------------------------------------------------------------ | ------------------- | ----------- |
| Darmian 8' Martínez 22', 40', 56' De Vrij 44' Džeko 64', 69' | (2 – 0) Jegyzőkönyv | 12' Mousset |

| Giuseppe Meazza Stadion, Milánó Nézőszám: 46 287 Játékvezető: Livio Marinelli (olasz) |

| 2022. március 13. 20:45 |

| Torino              | 1 – 1               | Internazionale                                                             |
| ------------------- | ------------------- | -------------------------------------------------------------------------- |
| Bremer 12' Izzo 80' | (1 – 0) Jegyzőkönyv | 31' Bastoni 67' Ranocchia 81' Dimarco 84' Gosens 90' Barella 90+3' Sánchez |

| Olimpiai Stadion, Torino Nézőszám: 15 363 Játékvezető: Marco Guida (olasz) |

| 2022. március 19. 18:00 |

| Internazionale              | 1 – 1               | Fiorentina                               |
| --------------------------- | ------------------- | ---------------------------------------- |
| Dumfries 55' D'Ambrosio 72' | (0 – 0) Jegyzőkönyv | 39' Milenković 50' Torreira 56' Saponara |

| Giuseppe Meazza Stadion, Milánó Nézőszám: 54 988 Játékvezető: Daniele Chiffi (olasz) |

### Április
| 2022. április 3. 20:45 |

| Juventus                                             | 0 – 1       | Internazionale                                                          |
| ---------------------------------------------------- | ----------- | ----------------------------------------------------------------------- |
| Rabiot 15' Locatelli 27' Morata 45+1' Cuadrado 45+4' | Jegyzőkönyv | 2' Martínez 45+4' Škriniar 45+5' (11-esből), 76' Çalhanoğlu 75' Perišić |

| Juventus Stadion, Torino Nézőszám: 40 093 Játékvezető: Massimiliano Irrati (olasz) |

| 2022. április 9. 18:00 |

| Internazionale                                    | 2 – 0       | Hellas Verona |
| ------------------------------------------------- | ----------- | ------------- |
| Barella 22' Džeko 30' Dumfries 84' Brozović 90+1' | Jegyzőkönyv |               |

| Giuseppe Meazza Stadion, Milánó Nézőszám: 61 325 Játékvezető: Livio Marinelli (olasz) |

| 2022. április 15. 19:00 |

| Spezia                                  | 1 – 3               | Internazionale                          |
| --------------------------------------- | ------------------- | --------------------------------------- |
| S. Bastoni 10' Nikoláu 86' Maggiore 88' | (0 – 1) Jegyzőkönyv | 31' Brozović 73' Martínez 90+1' Sánchez |

| Alberto Picco stadion, La Spezia Nézőszám: 11 382 Játékvezető: Fabio Maresca (olasz) |

| 2022. április 23. 18:00 |

| Internazionale                                               | 3 – 1               | AS Roma                                         |
| ------------------------------------------------------------ | ------------------- | ----------------------------------------------- |
| Dumfries 30' Brozović 40', 45+1' Martínez 52' Çalhanoğlu 87' | (2 – 0) Jegyzőkönyv | 36' Mancini Oliveira 79' Oliveira 85' Mhitarján |

| Giuseppe Meazza Stadion, Milánó Nézőszám: 74 947 Játékvezető: Simone Sozza (olasz) |

| 2022. április 27. 20:15 |

| Bologna                         | 2 – 1               | Internazionale                                     |
| ------------------------------- | ------------------- | -------------------------------------------------- |
| Arnautović 28', 55' Sansone 82' | (1 – 1) Jegyzőkönyv | 3' Perišić 56' Barella 70' Dumfries 79' Çalhanoğlu |

| Renato Dall’Ara Stadion, Bologna Nézőszám: 26 034 Játékvezető: Daniele Doveri (olasz) |

### Május
| 2022. május 1. 18:00 |

| Udinese                           | 1 – 2               | Internazionale                          |
| --------------------------------- | ------------------- | --------------------------------------- |
| Marí 40' Pereyra 65' Pussetto 72' | (0 – 2) Jegyzőkönyv | 12' Perišić , 39' Martínez 90+2' Vecino |

| Friuli Stadion, Udine Nézőszám: 20 910 Játékvezető: Daniele Chiffi (olasz) |

| 2022. május 6. 18:45 |

| Internazionale                                     | 4 – 2               | Empoli                   |
| -------------------------------------------------- | ------------------- | ------------------------ |
| Romagnoli 40' Martínez 45', 64', 64' Sánchez 90+4' | (2 – 2) Jegyzőkönyv | 5' Pinamonti 28' Asllani |

| Giuseppe Meazza Stadion, Milánó Nézőszám: 69 959 Játékvezető: Gianluca Manganiello (olasz) |

| 2022. május 15. 20:45 |

| Cagliari        | 1 – 3               | Internazionale                                    |
| --------------- | ------------------- | ------------------------------------------------- |
| Likojannisz 53' | (0 – 1) Jegyzőkönyv | 25', 37' Darmian 51', 84' Martínez 87' Çalhanoğlu |

| Unipol Domus, Cagliari Nézőszám: 15 443 Játékvezető: Daniele Doveri (olasz) |

| 2022. május 22. 18:00 |

| Internazionale                          | 3 – 0               | Sampdoria             |
| --------------------------------------- | ------------------- | --------------------- |
| Barella 30' Perišić 49' Correa 55', 57' | (0 – 0) Jegyzőkönyv | 5' Josida 66' Ferrari |

| Giuseppe Meazza Stadion, Milánó Játékvezető: Marco Di Bello (olasz) |

## TIMolasz kupa
| 2022. január 19. 21:00 |

| Internazionale                                    | 3 – 2 (h. u.)       | Empoli                             |
| ------------------------------------------------- | ------------------- | ---------------------------------- |
| Sánchez 13' Vecino 54' Ranocchia 90+1' Sensi 104' | (1 – 0) Jegyzőkönyv | 61' Bajrami 76' Radu 77' Romagnoli |

| Giuseppe Meazza Stadion, Milánó Nézőszám: 5 000 Játékvezető: Juan Luca Sacchi (olasz) |

| 2022. február 8. 21:00, negyeddöntő |

| Internazionale       | 2 – 0               | AS Roma                 |
| -------------------- | ------------------- | ----------------------- |
| Džeko 2' Sánchez 68' | (1 – 0) Jegyzőkönyv | 37' Zaniolo 38' Mancini |

| Giuseppe Meazza Stadion, Milánó Nézőszám: 34 326 Játékvezető: Marco Di Bello (olasz) |

| 2022. március 1. 21:00, elődöntő odavágó |

| AC Milan | 0 – 0       | Internazionale            |
| -------- | ----------- | ------------------------- |
|          | Jegyzőkönyv | 33' Brozović 58' Martínez |

| San Siro, Milánó Nézőszám: 53 881 Játékvezető: Maurizio Mariani (olasz) |

| 2022. április 19. 21:00, elődöntő visszavágó |

| Internazionale                           | 3 – 0 (tj: a döntőbe az Inter 3 – 0-val) | AC Milan                 |
| ---------------------------------------- | ---------------------------------------- | ------------------------ |
| Martínez 4', 40' Škriniar 51' Gosens 82' | (2 – 0) Jegyzőkönyv                      | 35' Hernández 90' Tomori |

| Giuseppe Meazza Stadion, Milánó Nézőszám: 74 508 Játékvezető: Maurizio Mariani (olasz) |

| 2022. május 11. 21:00, döntő |

| Juventus                                     | 2 – 4 (h. u.)       | Internazionale                                                                            |
| -------------------------------------------- | ------------------- | ----------------------------------------------------------------------------------------- |
| Alex Sandro 50' Vlahović 52' Locatelli 90+2' | (2 – 2) Jegyzőkönyv | 7' Barella 55' Brozović 80' (11-esből) Çalhanoğlu 98' (11-esből), 102' Perišić 119' Vidal |

| Stadio Olimpico, Róma Nézőszám: 67 944 Játékvezető: Paolo Valeri (olasz) |

## Olasz szuperkupa
| 2021. január 12. 21:00 |

| Internazionale                                                          | 2 – 1 (h. u.)       | Juventus                                              |
| ----------------------------------------------------------------------- | ------------------- | ----------------------------------------------------- |
| Martínez 35' (11-esből) Džeko 60' Correa 106' Vidal 118' Sánchez 120+1' | (1 – 1) Jegyzőkönyv | 25' McKennie 43' Bernardeschi 105' Dybala 109' Rugani |

| Giuseppe Meazza Stadion, Milánó Nézőszám: 29 696 Játékvezető: Daniele Doveri (olasz) |

## Bajnokok ligája

### D csoport
| Hely. | Csapat                | M | Gy | D | V | G+ | G– | Gk  | P  | Továbbjutás                                      |  | RMA | INT | SHE | SHK |
| ----- | --------------------- | - | -- | - | - | -- | -- | --- | -- | ------------------------------------------------ |  | --- | --- | --- | --- |
| 1.    | Real Madrid (T, J)    | 6 | 5  | 0 | 1 | 14 | 3  | +11 | 15 | Továbbjut a nyolcaddöntőbe                       |  | —   | 2–0 | 1–2 | 2–1 |
| 2.    | Internazionale (T, J) | 6 | 3  | 1 | 2 | 8  | 5  | +3  | 10 | Továbbjut a nyolcaddöntőbe                       |  | 0–1 | —   | 3–1 | 2–0 |
| 3.    | Sheriff Tiraspol (K)  | 6 | 2  | 1 | 3 | 7  | 11 | −4  | 7  | Átkerül az Európa-liga nyolcaddöntő rájátszásába |  | 0–3 | 1–3 | —   | 2–0 |
| 4.    | Sahtar Doneck (K)     | 6 | 0  | 2 | 4 | 2  | 12 | −10 | 2  |                                                  |  | 0–5 | 0–0 | 1–1 | —   |

| 2021. szeptember 15. 21:00 |

| Internazionale | 0 – 1               | Real Madrid           |
| -------------- | ------------------- | --------------------- |
| Martínez 45+1' | (0 – 0) Jegyzőkönyv | 60' Alaba 90' Rodrygo |

| Giuseppe Meazza Stadion, Milánó, Olaszország Nézőszám: 37 082 Játékvezető: Daniel Siebert (Német) |

| 2021. szeptember 28. 18:45 |

| Sahtar Doneck | 0 – 0       | Internazionale |
| ------------- | ----------- | -------------- |
|               | Jegyzőkönyv | 81' Dumfries   |

| Olimpiai Stadion, Kijev, Ukrajna Nézőszám: 26 170 Játékvezető: Kovács István (román) |

| 2021. október 19. 21:00 |

| Internazionale                              | 3 – 1               | Sheriff Tiraspol       |
| ------------------------------------------- | ------------------- | ---------------------- |
| Džeko 34' Dimarco 51' Vidal 58' De Vrij 67' | (1 – 0) Jegyzőkönyv | 52' Thill 88' Cojocaru |

| Giuseppe Meazza Stadion, Milánó, Olaszország Nézőszám: 43 305 Játékvezető: Danny Makkelie (holland) |

| 2021. november 3. 21:00 |

| Sheriff Tiraspol                                             | 1 – 3               | Internazionale                                         |
| ------------------------------------------------------------ | ------------------- | ------------------------------------------------------ |
| Addo 35' Cristiano 51' Kolovos 61' Costanza 63' Traoré 90+2' | (0 – 0) Jegyzőkönyv | 43' Darmian 54' Brozović 66', 67' Škriniar 82' Sánchez |

| Sheriff Stadion, Tiraspol, Moldova Nézőszám: 5 930 Játékvezető: Felix Zwayer (német) |

| 2021. november 24. 18:45 |

| Internazionale | 2 – 0               | Sahtar Doneck |
| -------------- | ------------------- | ------------- |
| Džeko 61', 67' | (0 – 0) Jegyzőkönyv |               |

| Giuseppe Meazza Stadion, Milánó, Olaszország Nézőszám: 46 225 Játékvezető: Ovidiu Hațegan (román) |

| 2021. december 7. 21:00 |

| Real Madrid                       | 2 – 0               | Internazionale                         |
| --------------------------------- | ------------------- | -------------------------------------- |
| Kroos 17' Militão 64' Asensio 79' | (1 – 0) Jegyzőkönyv | 54' D’Ambrosio 64′ Barella 74' Bastoni |

| Santiago Bernabéu stadion, Madrid, Spanyolország Nézőszám: 46 887 Játékvezető: Felix Brych (német) |

### Nyolcaddöntők
| 2022 február 16. 21:00 |

| Internazionale | 0 – 2               | Liverpool              |
| -------------- | ------------------- | ---------------------- |
|                | (0 – 0) Jegyzőkönyv | 75' Firmino 83' Szaláh |

| Giuseppe Meazza Stadion, Milánó, Olaszország Nézőszám: 37 918 Játékvezető: Szymon Marciniak (lengyel) |

| 2022. március 8. 21:00 |

| Liverpool                       | 0 – 1 (tj: a Liverpool 2–1-el) | Internazionale                                              |
| ------------------------------- | ------------------------------ | ----------------------------------------------------------- |
| Jota 40' Robertson 47' Mané 71' | (0 – 0) Jegyzőkönyv            | 45+4', 63′ Vidal 62' Martínez 85' Bastoni 90+4' Gagliardini |

| Anfield, Liverpool, Anglia Nézőszám: 51 747 Játékvezető: Antonio Mateu Lahoz (spanyol) |

## Statisztika
Legutóbb frissítve: 2022. május 22-én lett.
| Kiírás           | Statisztikák | Statisztikák | Statisztikák | Statisztikák | Statisztikák | Statisztikák | Statisztikák | Kezdő forduló/ helyezés | Végső forduló/ helyezés | Mérkőzések dátumai   | Mérkőzések dátumai | Mérkőzések dátumai |
| Kiírás           | M            | GY           | D            | V            | LG–KG        | GK           | Gy %         | Kezdő forduló/ helyezés | Végső forduló/ helyezés | Első                 | Utolsó             | Következő          |
| ---------------- | ------------ | ------------ | ------------ | ------------ | ------------ | ------------ | ------------ | ----------------------- | ----------------------- | -------------------- | ------------------ | ------------------ |
| Serie A          | 38           | 25           | 09           | 04           | 84 – 32      | +52          | 65.79%       | 1                       | Ezüst                   | 2021. augusztus 22.  | 2022. május 22.    | -                  |
| Olasz kupa       | 05           | 04           | 01           | 0            | 12 – 4       | +8           | 80.00%       | (legjobb 32)            | Győztes                 | 2022. január 19.     | 2022. május 11.    | -                  |
| Olasz szuperkupa | 01           | 01           | 0            | 0            | 2 – 1        | +1           | 100.00%      | Döntő                   | Győztes                 | 2022. január 12.     | 2022. január 12.   | -                  |
| Bajnokok ligája  | 08           | 04           | 01           | 03           | 9 – 7        | +2           | 50.00%       | (csoportkör)            | A legjobb 16 között     | 2021. szeptember 15. | 2022 március 8.    | -                  |
| Összesen         | 52           | 034          | 011          | 07           | 107 – 44     | +63          | 65.38%       | –                       | –                       | –                    | –                  | –                  |

| Összesen | Összesen | Összesen | Összesen | Összesen | Összesen | Összesen | Otthon | Otthon | Otthon | Otthon | Otthon  | Otthon | Otthon | Idegenben | Idegenben | Idegenben | Idegenben | Idegenben | Idegenben | Idegenben |
| M        | GY       | D        | V        | LG–KG    | GK       | P        | M      | GY     | D      | V      | LG–KG   | GK     | P      | M         | GY        | D         | V         | LG–KG     | GK        | P         |
| -------- | -------- | -------- | -------- | -------- | -------- | -------- | ------ | ------ | ------ | ------ | ------- | ------ | ------ | --------- | --------- | --------- | --------- | --------- | --------- | --------- |
| 38       | 25       | 9        | 4        | 84 – 32  | +52      | 84       | 19     | 14     | 3      | 2      | 48 – 16 | +32    | 45     | 19        | 11        | 6         | 2         | 36 – 16   | +20       | 39        |

### Helyezések fordulónként
| Forduló  | 1  | 2  | 3  | 4  | 5  | 6  | 7  | 8  | 9  | 10 | 11 | 12 | 13 | 14 | 15 | 16 | 17 | 18 | 19 | 20 | 21 | 22 | 23 | 24 | 25 | 26 | 27 | 28 | 29 | 30 | 31 | 32 | 33 | 34 | 35 | 36 | 37 | 38 |
| -------- | -- | -- | -- | -- | -- | -- | -- | -- | -- | -- | -- | -- | -- | -- | -- | -- | -- | -- | -- | -- | -- | -- | -- | -- | -- | -- | -- | -- | -- | -- | -- | -- | -- | -- | -- | -- | -- | -- |
| Helyszín | O  | I  | I  | O  | I  | O  | I  | I  | O  | I  | O  | I  | O  | I  | O  | I  | O  | I  | O  | I  | O  | I  | O  | O  | I  | O  | I  | O  | I  | O  | I  | O  | I  | O  | I  | O  | I  | O  |
| Eredmény | GY | GY | D  | GY | GY | D  | GY | V  | D  | GY | GY | D  | GY | GY | GY | GY | GY | GY | GY | V  | GY | D  | GY | V  | D  | V  | D  | GY | D  | D  | GY | GY | GY | GY | GY | GY | GY | GY |
| Helyezés | 1. | 2. | 4. | 2. | 2. | 3. | 3. | 3. | 3. | 3. | 3. | 3. | 3. | 3. | 3. | 2. | 1. | 1. | 1. | 1. | 1. | 1. | 1. | 1. | 2. | 2. | 3. | 2. | 3. | 3. | 3. | 2. | 2. | 2. | 2. | 2. | 2. | 2. |

Helyszín: O = Otthon; I = Idegenben. Eredmény: GY = Győzelem; D = Döntetlen; V = Vereség.
A csapat helyezései fordulónként, idővonalon ábrázolva.

### Keret statisztika
Legutóbb 2022. május 22-én lett frissítve.
| Mezszám                         | Poszt | Név                 | Bajnokság (Serie A) | Bajnokság (Serie A) | Olasz kupa    | Olasz kupa | Olasz szuperkupa | Olasz szuperkupa | Bajnokok Ligája | Bajnokok Ligája | Összesen      | Összesen |
| Mezszám                         | Poszt | Név                 | Pályára lépés       | Gól                 | Pályára lépés | Gól        | Pályára lépés    | Gól              | Pályára lépés   | Gól             | Pályára lépés | Gól      |
| ------------------------------- | ----- | ------------------- | ------------------- | ------------------- | ------------- | ---------- | ---------------- | ---------------- | --------------- | --------------- | ------------- | -------- |
| 1                               | GK    | Samir Handanović    | 37                  | 0                   | 4             | 0          | 1                | 0                | 8               | 0               | 50            | 0        |
| 2                               | MF    | Denzel Dumfries     | 33                  | 5                   | 4             | 0          | 1                | 0                | 7               | 0               | 45            | 5        |
| 5                               | MF    | Roberto Gagliardini | 18                  | 2                   | 1             | 0          | 0                | 0                | 5               | 0               | 24            | 2        |
| 6                               | DF    | Stefan de Vrij      | 30                  | 0                   | 4             | 0          | 1                | 0                | 6               | 1               | 41            | 1        |
| 7                               | FW    | Alexis Sánchez      | 27                  | 5                   | 5             | 2          | 1                | 1                | 6               | 1               | 39            | 9        |
| 8                               | MF    | Matías Vecino       | 17                  | 1                   | 2             | 0          | 4                | 0                | 0               | 0               | 23            | 1        |
| 9                               | FW    | Edin Džeko          | 36                  | 13                  | 5             | 2          | 1                | 0                | 7               | 3               | 49            | 17       |
| 10                              | FW    | Lautaro Martínez    | 35                  | 21                  | 5             | 2          | 1                | 1                | 8               | 1               | 49            | 25       |
| 11                              | DF    | Aleksandar Kolarov  | 3                   | 0                   | 0             | 0          | 0                | 0                | 1               | 0               | 4             | 0        |
| 13                              | DF    | Andrea Ranocchia    | 6                   | 0                   | 1             | 1          | 0                | 0                | 3               | 0               | 10            | 1        |
| 14                              | MF    | Ivan Perišić        | 35                  | 8                   | 5             | 2          | 1                | 0                | 8               | 0               | 49            | 10       |
| 18                              | MF    | Robin Gosens        | 7                   | 0                   | 2             | 1          | 0                | 0                | 0               | 0               | 9             | 1        |
| 19                              | FW    | Joaquín Correa      | 26                  | 6                   | 4             | 0          | 1                | 0                | 5               | 0               | 36            | 6        |
| 20                              | MF    | Hakan Çalhanoğlu    | 33                  | 7                   | 5             | 1          | 1                | 0                | 6               | 0               | 45            | 8        |
| 21                              | GK    | Alex Cordaz         | 0                   | 0                   | 0             | 0          | 0                | 0                | 0               | 0               | 0             | 0        |
| 22                              | MF    | Arturo Vidal        | 28                  | 1                   | 5             | 0          | 1                | 0                | 7               | 1               | 41            | 2        |
| 23                              | MF    | Nicolò Barella      | 36                  | 3                   | 4             | 1          | 1                | 0                | 6               | 0               | 47            | 4        |
| 32                              | DF    | Federico Dimarco    | 32                  | 2                   | 2             | 0          | 1                | 0                | 7               | 0               | 42            | 2        |
| 33                              | DF    | Danilo D’Ambrosio   | 20                  | 1                   | 4             | 0          | 0                | 0                | 3               | 0               | 27            | 1        |
| 36                              | DF    | Matteo Darmian      | 25                  | 2                   | 5             | 0          | 1                | 0                | 5               | 0               | 36            | 2        |
| 37                              | DF    | Milan Škriniar      | 35                  | 3                   | 4             | 0          | 1                | 0                | 8               | 1               | 48            | 4        |
| 46                              | DF    | Mattia Zanotti      | 1                   | 0                   | 0             | 0          | 0                | 0                | 0               | 0               | 1             | 0        |
| 77                              | MF    | Marcelo Brozović    | 35                  | 2                   | 4             | 0          | 1                | 0                | 8               | 1               | 48            | 3        |
| 88                              | FW    | Facundo Colidio     | 3                   | 0                   | 0             | 0          | 0                | 0                | 0               | 0               | 3             | 0        |
| 95                              | DF    | Alessandro Bastoni  | 31                  | 1                   | 4             | 0          | 1                | 0                | 8               | 0               | 44            | 1        |
| 97                              | GK    | Andrei Radu         | 1                   | 0                   | 1             | 0          | 0                | 0                | 0               | 0               | 2             | 0        |
| Már nem tagja az idei szezonnak |       |                     |                     |                     |               |            |                  |                  |                 |                 |               |          |
| 12                              | MF    | Stefano Sensi       | 9                   | 0                   | 1             | 1          | 0                | 0                | 2               | 0               | 12            | 1        |
| 48                              | FW    | Martín Satriano     | 4                   | 0                   | 0             | 0          | 0                | 0                | 0               | 0               | 4             | 0        |

### Góllövőlista
Legutóbb 2022. május 22-én lett frissítve.
| #        | Mezszám  | Poszt       | Név                 | Serie A | Coppa Italia | Supercoppa Italiana | Champions League | Összesen |
| -------- | -------- | ----------- | ------------------- | ------- | ------------ | ------------------- | ---------------- | -------- |
| 1        | 10       | csatár      | Lautaro Martínez    | 21      | 2            | 1                   | 1                | 25       |
| 2        | 9        | csatár      | Edin Džeko          | 13      | 1            | 0                   | 3                | 17       |
| 3        | 14       | középpályás | Ivan Perišić        | 8       | 2            | 0                   | 0                | 10       |
| 4        | 7        | csatár      | Alexis Sánchez      | 5       | 2            | 1                   | 1                | 9        |
| 5        | 20       | középpályás | Hakan Çalhanoğlu    | 7       | 1            | 0                   | 0                | 8        |
| 6        | 19       | csatár      | Joaquín Correa      | 6       | 0            | 0                   | 0                | 6        |
| 7        | 2        | középpályás | Denzel Dumfries     | 5       | 0            | 0                   | 0                | 5        |
| 8        | 23       | középpályás | Nicolò Barella      | 3       | 1            | 0                   | 0                | 4        |
| 8        | 37       | hátvéd      | Milan Škriniar      | 3       | 0            | 0                   | 1                | 4        |
| 10       | 77       | középpályás | Marcelo Brozović    | 2       | 0            | 0                   | 1                | 3        |
| 11       | 5        | középpályás | Roberto Gagliardini | 2       | 0            | 0                   | 0                | 2        |
| 11       | 22       | középpályás | Arturo Vidal        | 1       | 0            | 0                   | 1                | 2        |
| 11       | 32       | hátvéd      | Federico Dimarco    | 2       | 0            | 0                   | 0                | 2        |
| 11       | 36       | hátvéd      | Matteo Darmian      | 2       | 0            | 0                   | 0                | 2        |
| 15       | 6        | hátvéd      | Stefan de Vrij      | 0       | 0            | 0                   | 1                | 1        |
| 15       | 8        | középpályás | Matías Vecino       | 1       | 0            | 0                   | 0                | 1        |
| 15       | 12       | középpályás | Stefano Sensi       | 0       | 1            | 0                   | 0                | 1        |
| 15       | 13       | hátvéd      | Andrea Ranocchia    | 0       | 1            | 0                   | 0                | 1        |
| 15       | 18       | hátvéd      | Robin Gosens        | 0       | 1            | 0                   | 0                | 1        |
| 15       | 33       | hátvéd      | Danilo D'Ambrosio   | 1       | 0            | 0                   | 0                | 1        |
| 15       | 95       | hátvéd      | Alessandro Bastoni  | 1       | 0            | 0                   | 0                | 1        |
| Öngólok  | Öngólok  | Öngólok     | Öngólok             | 1       | 0            | 0                   | 0                | 1        |
| Összesen | Összesen | Összesen    | Összesen            | 84      | 12           | 2                   | 9                | 106      |

### Lapok
Legutóbb 2022. május 22-én lett frissítve.
| #        | Poszt       | Név                 | Serie A   | Serie A                              | Serie A   | Coppa Italia | Coppa Italia                         | Coppa Italia | Supercoppa Italiana | Supercoppa Italiana                  | Supercoppa Italiana | Champions League | Champions League                     | Champions League | Összesen  | Összesen                             | Összesen  |
| #        | Poszt       | Név                 | Sárga lap | sárga lap · 2. sárga lap · kiállítva | kiállítva | Sárga lap    | sárga lap · 2. sárga lap · kiállítva | kiállítva    | Sárga lap           | sárga lap · 2. sárga lap · kiállítva | kiállítva           | Sárga lap        | sárga lap · 2. sárga lap · kiállítva | kiállítva        | Sárga lap | sárga lap · 2. sárga lap · kiállítva | kiállítva |
| -------- | ----------- | ------------------- | --------- | ------------------------------------ | --------- | ------------ | ------------------------------------ | ------------ | ------------------- | ------------------------------------ | ------------------- | ---------------- | ------------------------------------ | ---------------- | --------- | ------------------------------------ | --------- |
| 1        | kapus       | Samir Handanović    | 1         | 0                                    | 0         | 0            | 0                                    | 0            | 0                   | 0                                    | 0                   | 0                | 0                                    | 0                | 1         | 0                                    | 0         |
| 2        | középpályás | Denzel Dumfries     | 3         | 0                                    | 0         | 0            | 0                                    | 0            | 0                   | 0                                    | 0                   | 1                | 0                                    | 0                | 4         | 0                                    | 0         |
| 5        | középpályás | Roberto Gagliardini | 2         | 0                                    | 0         | 0            | 0                                    | 0            | 0                   | 0                                    | 0                   | 1                | 0                                    | 0                | 3         | 0                                    | 0         |
| 6        | hátvéd      | Stefan de Vrij      | 3         | 0                                    | 0         | 0            | 0                                    | 0            | 0                   | 0                                    | 0                   | 0                | 0                                    | 0                | 3         | 0                                    | 0         |
| 7        | csatár      | Alexis Sánchez      | 0         | 0                                    | 0         | 0            | 0                                    | 0            | 0                   | 0                                    | 0                   | 0                | 1                                    | 0                | 0         | 1                                    | 0         |
| 8        | középpályás | Matías Vecino       | 2         | 0                                    | 0         | 1            | 0                                    | 0            | 0                   | 0                                    | 0                   | 0                | 0                                    | 0                | 3         | 0                                    | 0         |
| 9        | csatár      | Edin Džeko          | 2         | 0                                    | 0         | 0            | 0                                    | 0            | 1                   | 0                                    | 0                   | 0                | 0                                    | 0                | 3         | 0                                    | 0         |
| 10       | csatár      | Lautaro Martínez    | 6         | 0                                    | 0         | 1            | 0                                    | 0            | 0                   | 0                                    | 0                   | 1                | 0                                    | 0                | 8         | 0                                    | 0         |
| 13       | hátvéd      | Andrea Ranocchia    | 1         | 0                                    | 0         | 0            | 0                                    | 0            | 0                   | 0                                    | 0                   | 0                | 0                                    | 0                | 1         | 0                                    | 0         |
| 14       | középpályás | Ivan Perišić        | 4         | 0                                    | 0         | 0            | 0                                    | 0            | 0                   | 0                                    | 0                   | 0                | 0                                    | 0                | 4         | 0                                    | 0         |
| 18       | hátvéd      | Robin Gosens        | 1         | 0                                    | 0         | 0            | 0                                    | 0            | 0                   | 0                                    | 0                   | 0                | 0                                    | 0                | 1         | 0                                    | 0         |
| 19       | csatár      | Joaquín Correa      | 2         | 0                                    | 0         | 0            | 0                                    | 0            | 1                   | 0                                    | 0                   | 0                | 0                                    | 0                | 3         | 0                                    | 0         |
| 20       | középpályás | Hakan Çalhanoğlu    | 11        | 0                                    | 0         | 0            | 0                                    | 0            | 0                   | 0                                    | 0                   | 0                | 0                                    | 0                | 11        | 0                                    | 0         |
| 22       | középpályás | Arturo Vidal        | 3         | 0                                    | 0         | 1            | 0                                    | 0            | 1                   | 0                                    | 0                   | 1                | 0                                    | 0                | 6         | 0                                    | 0         |
| 23       | középpályás | Nicolò Barella      | 8         | 0                                    | 0         | 0            | 0                                    | 0            | 0                   | 0                                    | 0                   | 0                | 0                                    | 1                | 8         | 0                                    | 1         |
| 32       | hátvéd      | Federico Dimarco    | 1         | 0                                    | 0         | 0            | 0                                    | 0            | 0                   | 0                                    | 0                   | 1                | 0                                    | 0                | 2         | 0                                    | 0         |
| 33       | hátvéd      | Danilo D'Ambrosio   | 2         | 0                                    | 0         | 0            | 0                                    | 0            | 0                   | 0                                    | 0                   | 1                | 0                                    | 0                | 3         | 0                                    | 0         |
| 36       | hátvéd      | Matteo Darmian      | 4         | 0                                    | 0         | 0            | 0                                    | 0            | 0                   | 0                                    | 0                   | 1                | 0                                    | 0                | 5         | 0                                    | 0         |
| 37       | hátvéd      | Milan Škriniar      | 3         | 0                                    | 0         | 1            | 0                                    | 0            | 0                   | 0                                    | 0                   | 1                | 0                                    | 0                | 5         | 0                                    | 0         |
| 77       | középpályás | Marcelo Brozović    | 7         | 0                                    | 0         | 2            | 0                                    | 0            | 0                   | 0                                    | 0                   | 0                | 0                                    | 0                | 9         | 0                                    | 0         |
| 95       | hátvéd      | Alessandro Bastoni  | 4         | 0                                    | 0         | 0            | 0                                    | 0            | 0                   | 0                                    | 0                   | 2                | 0                                    | 0                | 6         | 0                                    | 0         |
| Összesen | Összesen    | Összesen            | 69        | 0                                    | 0         | 6            | 0                                    | 0            | 3                   | 0                                    | 0                   | 10               | 1                                    | 1                | 87        | 1                                    | 1         |

### Kapusteljesítmények
Az alábbi táblázatban a csapat kapusainak teljesítményét tüntettük fel.
A felkészülési mérkőzéseket nem vettük figyelembe.
Legutóbb 2022. május 22-én lett frissítve.
| Helyezés | Kapus            | Bajnokság        | Bajnokság         | Olasz Kupa      | Olasz Kupa        | Olasz Szuperkupa | Olasz Szuperkupa  | Bajnokok Ligája | Bajnokok Ligája   | Összesen        | Összesen          |
| Helyezés | Kapus            | Összes mérkőzést | Ebből gól nélküli | Összes mérkőzés | Ebből gól nélküli | Összes mérkőzés  | Ebből gól nélküli | Összes mérkőzés | Ebből gól nélküli | Összes mérkőzés | Ebből gól nélküli |
| -------- | ---------------- | ---------------- | ----------------- | --------------- | ----------------- | ---------------- | ----------------- | --------------- | ----------------- | --------------- | ----------------- |
| 1        | Samir Handanović | 37               | 15                | 4               | 3                 | 1                | 0                 | 8               | 3                 | 50              | 21                |
| 2        | Ionuț Radu       | 1                | 0                 | 1               | 0                 | 0                | 0                 | 0               | 0                 | 2               | 0                 |
|          |                  | 38               | 15                | 5               | 3                 | 1                | 0                 | 8               | 3                 | 52              | 21                |